# Oxomémazine
L'oxomémazine  est une  substance chimique de la famille des phénothiazines. 

Elle possède des propriétés antihistaminiques, sédatives et anticholinergiques, d'où son emploi dans le traitement de l'allergie, comme antitussif et comme sédatif.

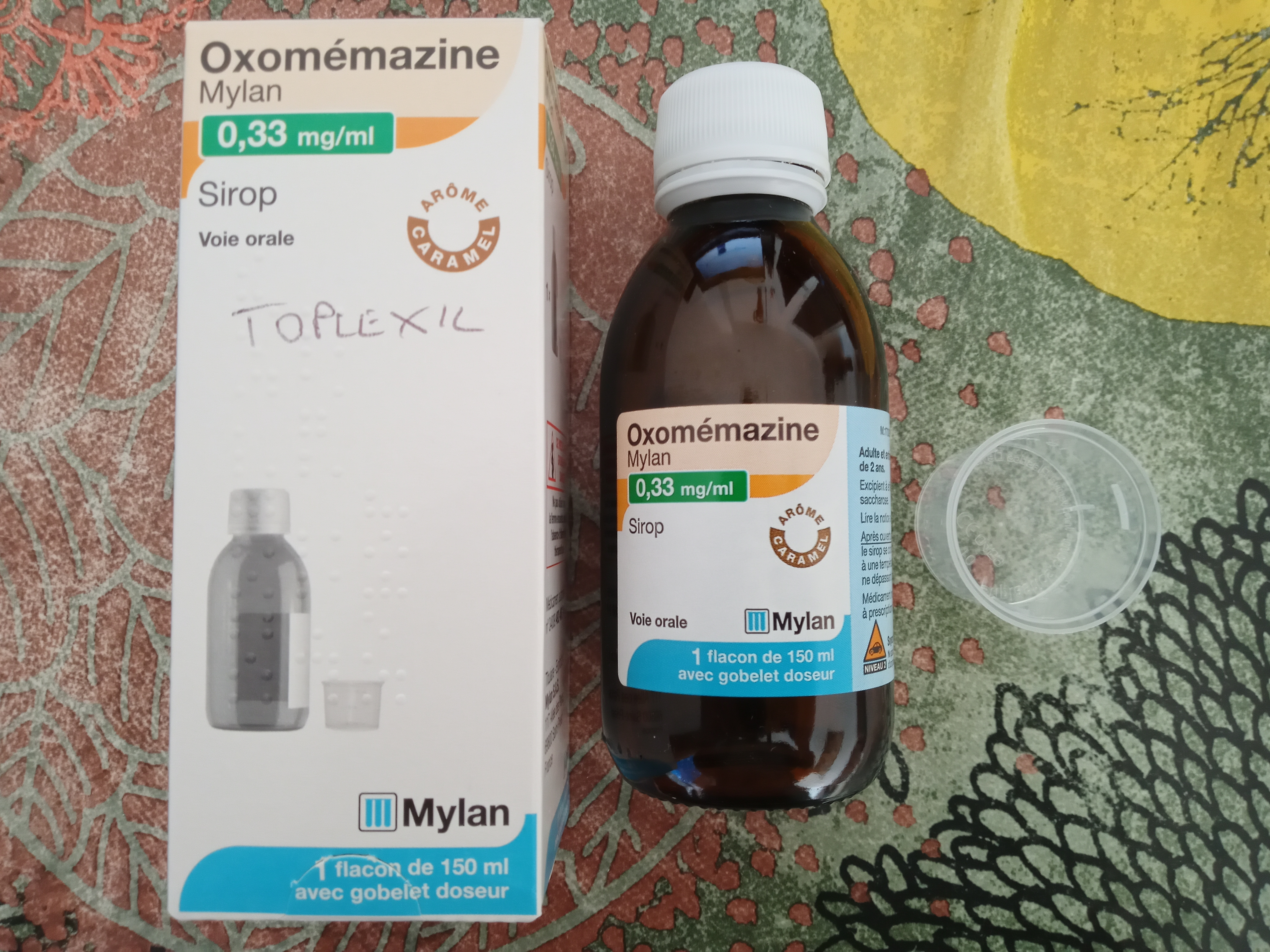
Un flacon de 150 ml d'oxomémazine Mylan 0.33 mg/ml (0.033 g pour 100 ml de sirop) avec gobelet doseur

Le Toplexil qui est à base d'oxomémazine fait partie de la liste des 93 médicaments (dont 82 alors vendus en France) étant "à éviter" au vu des données scientifiques et des alternatives disponibles, selon le 7e rapport de la revue Prescrire publié en 2019,.

## Effets secondaires rencontrés
- Somnolence, surtout en début de traitement.

- Effets atropiniques : sécheresse de la muqueuse buccale, constipation, troubles de l'accommodation, rétention aigue des urines, palpitations.

- Hypotension orthostatique.

- Vertiges, troubles de l'équilibre, baisse de la mémoire ou de la concentration (fréquent chez les personnes âgées).

- Tremblements, mauvaise coordination des mouvements.

- Confusion des idées, hallucinations. Plus rarement : agitation, nervosité, insomnie.

- Photosensibilisation, hypertonie oculaire, réaction allergique (eczéma, dermatose, démangeaisons, prurit, urticaire, œdème de Quincke...).

- Anomalie de la numération formule sanguine.